# Dactylispa palliata
Dactylispa palliata is een keversoort uit de familie bladkevers (Chrysomelidae). De wetenschappelijke naam van de soort werd in 1876 gepubliceerd door Félicien Chapuis.